# Storia della stampa musicale
La storia della stampa musicale ebbe origine con l'invenzione della stampa a caratteri mobili di Johann Gutenberg (circa 1400-1468) a Magonza nel 1438; successivamente il marchigiano Ottaviano Petrucci (1466-1539) ideò un sistema ad impressione multipla a caratteri mobili. Uno dei primi libri che fu stampato fu Harmonice Musices Odhecaton (Cento canzoni (in realtà 96) di musica polifonica), che comprendeva composizioni di Antoine Busnois, Josquin Desprez ed Heinrich Isaac. Vennero stampate tutte quelle opere che originariamente circolavano solo in forma manoscritta. Venezia, luogo dove stampava Petrucci, divenne sede principale per tutto il XVI secolo della stampa di opere musicali.
La triplice impressione di Petrucci era abbastanza complessa, ed era costituita da tre fasi:
- Il rigo intero
- Le note ed altri simboli musicali
- Il testo musicale

La difficoltà consisteva nel far combaciare esattamente le tre parti.
A partire dal 1540 circa, in Francia iniziò a svilupparsi l'impressione unica a caratteri mobili. Nel 1528 Pierre Attaignant perfezionò per la prima volta questa tecnica, che poi venne portata a Venezia nel 1535 da Antoine Gardane, poi italianizzato Antonio Gardano, e continuato dalle dinastie degli Scotto, dei Vincenti e dei Giunta. Queste prime case editrici erano di tipo familiare.
Il nuovo metodo di impressione ridusse notevolmente i costi per la stampa dei libri, consentendone una maggiore produzione e, di conseguenza, una più ampia diffusione.

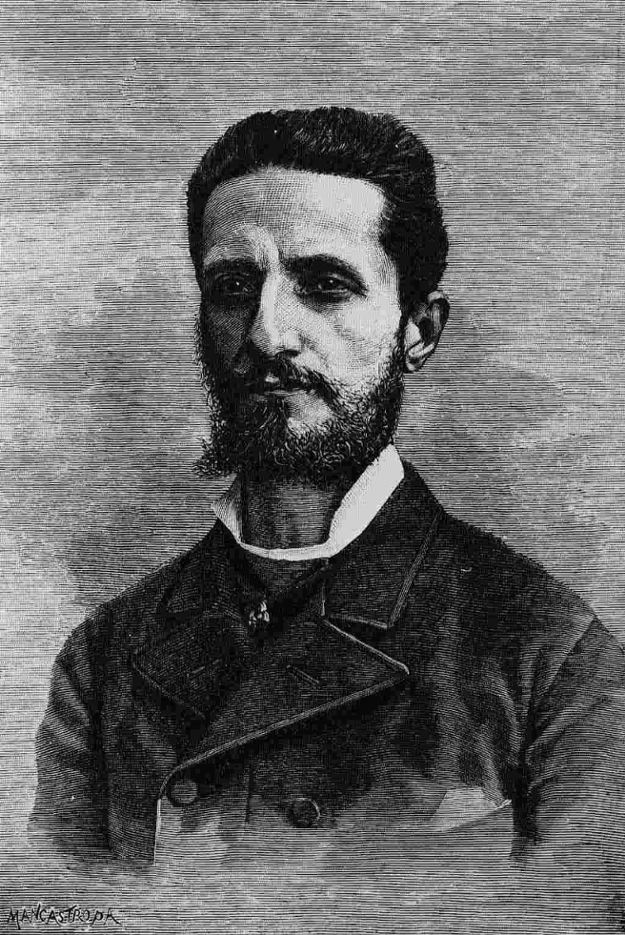
Giulio Ricordi in una litografia di Mancastropa.

La professione ebbe inizio nei primi anni del XVI secolo a seguito dell'invenzione della stampa a caratteri mobili realizzata da Johann Gutenberg nella seconda metà del XV secolo. Prima di quella data gli spartiti musicali venivano raccolti in collezioni di manoscritti che venivano realizzati da abili copisti. Tale invenzione consentì la diffusione della musica poiché la stampa dei libri era meno onerosa della realizzazione dei manoscritti.
Il primo editore musicale fu Ottaviano Petrucci che, nel 1501 a Venezia, ottenne un'esclusiva dalla Repubblica per la stampa di spartiti musicali. La sua prima opera stampata fu l'Harmonice Musices Odhecaton, raccoglieva 96 composizioni di vari autori franco-fiamminghi tra cui Antoine Busnois, Josquin Desprez e Heinrich Isaac.